# Кравченко Володимир Ілліч
Володи́мир Іллі́ч Кра́вченко (5 березня 1920, Новомиколаївка — 13 травня 2011, Дубна) — радянський військовик часів Другої світової війни, командир взводу танків Т-34 3-го танкового батальйону 47-ї гвардійської танкової бригади 9-го гвардійського танкового корпусу (2-а гвардійська танкова армія, 1-й Білоруський фронт), гвардії лейтенант, Герой Радянського Союзу (1945).

## Біографія
Народився 5 березня 1920 року в селі Новомиколаївка, нині Новгородківський район Кіровоградської області, в селянській родині. Українець. Рано осиротівши, виховувався у тітки в Кропивницькому. 1939 року закінчив педагогічний технікум в Новому Бузі Миколаївської області, вчителював.
З початком німецько-радянської війни 12 липня 1941 року добровільно пішов на фронт. У складі батальйону зв'язку 3-ї запасної стрілецької бригади Південного фронту брав участь в оборонних боях під Одесою, був поранений. Протягом 1942–1943 років брав участь в обороні Кавказу, визволенні Північного Кавказу й Кубані. Член ВКП(б) з грудня 1942 року.
З липня 1943 року — на навчанні. Закінчив Пушкінське військове танкове училище. З 1944 року — знову на фронті. Командував танком Т-34 на 1-у Білоруському фронті.
Особливо гвардії лейтенант В. І. Кравченко відзначився в боях за міста Жирардув, Сохачев і Бромберг. 17 січня 1945 року в районі Сохачев, виконуючи поставлене завдання, попри щільний вогонь зенітної артилерії супротивника, зі своїм взводом увірвався на аеродром, майже повністю знищив аеродромну команду й захопив склади з боєприпасами та військовим майном. На ранок, коли супротивник при допомозі самохідної артилерійської установки намагався повернути втрачені позиції, відбив атаку й утримав аеродром. 22 січня 1945 року увірвався до зайнятого ворогом міста Бромберг і, вміло маневруючи, знищуючи ворожі вогневі точки, стрімко увірвався до залізничного вокзалу, де захопив 4 ешелони з військовими вантажами. Постійно маневруючи, продовжував знищувати живу силу та техніку супротивника до підходу стрілецьких підрозділів.
Після війни продовжив військову службу. До 1948 року перебував у складі бронетанкових військ Групи радянських окупаційних військ у Німеччині. 1954 року закінчив Військову академію імені М. В. Фрунзе. Тривалий час проходив військову службу в складі 4-ї гвардійської танкової Кантемирівської дивізії Московського ВО. У 1962–1967 роках — військовий комісар міста Дубна Московської області. З 1967 року — начальник Навчального центру сухопутних військ СРСР. 31 жовтня 1970 року полковник В. І. Кравченко вийшов у запас.
Мешкав у Дубні, працював начальником житлово-комунального управління Об'єднаного інституту ядерних досліджень, викладачем військової справи середньої школи № 4, директором автосервісу, начальником міського Будинку рибалок. Обирався депутатом Дубненської міської та Солнечногорської районної рад народних депутатів. З 1993 року — на пенсії.
Помер 13 травня 2011 року.

## Нагороди
Указом Президії Верховної Ради СРСР від 27 лютого 1945 року за зразкове виконання бойових завдань командування на фронті боротьби з німецько-фашистськими загарбниками та виявлені при цьому відвагу і героїзм, гвардії лейтенанту Кравченку Володимиру Іллічу присвоєне звання Героя Радянського Союзу з врученням ордена Леніна і медалі «Золота Зірка» (№ 5764).
Також був нагороджений орденами Червоного Прапора (21.05.1945), Вітчизняної війни 1-го ступеня (11.03.1985), Червоної Зірки і медалями.
Почесний громадянин міста Дубна Московської області.